# Okocimski Klub Sportowy Brzesko
Okocimski Klub Sportowy Brzesko – klub sportowy z Brzeska, powstały w 1933 roku.

## Historia

### Początki
Klub powstał oficjalnie 6 września 1933 jako Okocimski Klub Narciarski – początkowo zajmował się działalnością turystyczno-narciarską. Później zaczęły powstawać nowe sekcje: piłki nożnej, lekkoatletyczna, tenisa ziemnego, tenisa stołowego, siatkówki, hokeja na lodzie oraz szachowa. Podczas II wojny światowej działalność klubu została zawieszona. Stadion został przekształcony przez Niemców na magazyny płodów rolnych i miejsce do kopcowania ziemniaków. W maju 1945 ustalono nowy statut klubu, w którym została zmieniona jego nazwa na Okocimski Klub Sportowy. Podjęto decyzję o odbudowaniu zniszczonego podczas wojny stadionu i powołaniu następujących sekcji: piłkarskiej, tenisowej, lekkoatletycznej, tenisa stołowego, gier ruchowych, bokserskiej i narciarskiej. Z powodu braku warunków rozwijały się tylko niektóre z nich. Pod koniec lat 40. klub musiał przyjąć nazwę zrzeszenia sportowego – Robotniczy Klub Sportowy Spójnia Okocim, a następnie Sparta Okocim. W 1957 powraca jednak do nazwy Okocimski Klub Sportowy. W 1959 powstaje sekcja jeździecka, która niedługo potem upada. W latach 60. powstają sekcje piłki ręcznej, turystyczno-kajakowa i kolarska, które również upadają. W następnych latach z powodu zmniejszonego wsparcia Zakładów Piwowarskich kolejne sekcje zostają zamykane. W 1976 po raz kolejny zmieniono nazwę klubu, tym razem na Międzyzakładowy Klub Sportowy Okocimski, jednak później powrócono ponownie do nazwy Okocimski Klub Sportowy. Największe sukcesy w historii klubu uzyskały sekcje piłki nożnej oraz siatkówki.

### Sekcja piłki nożnej

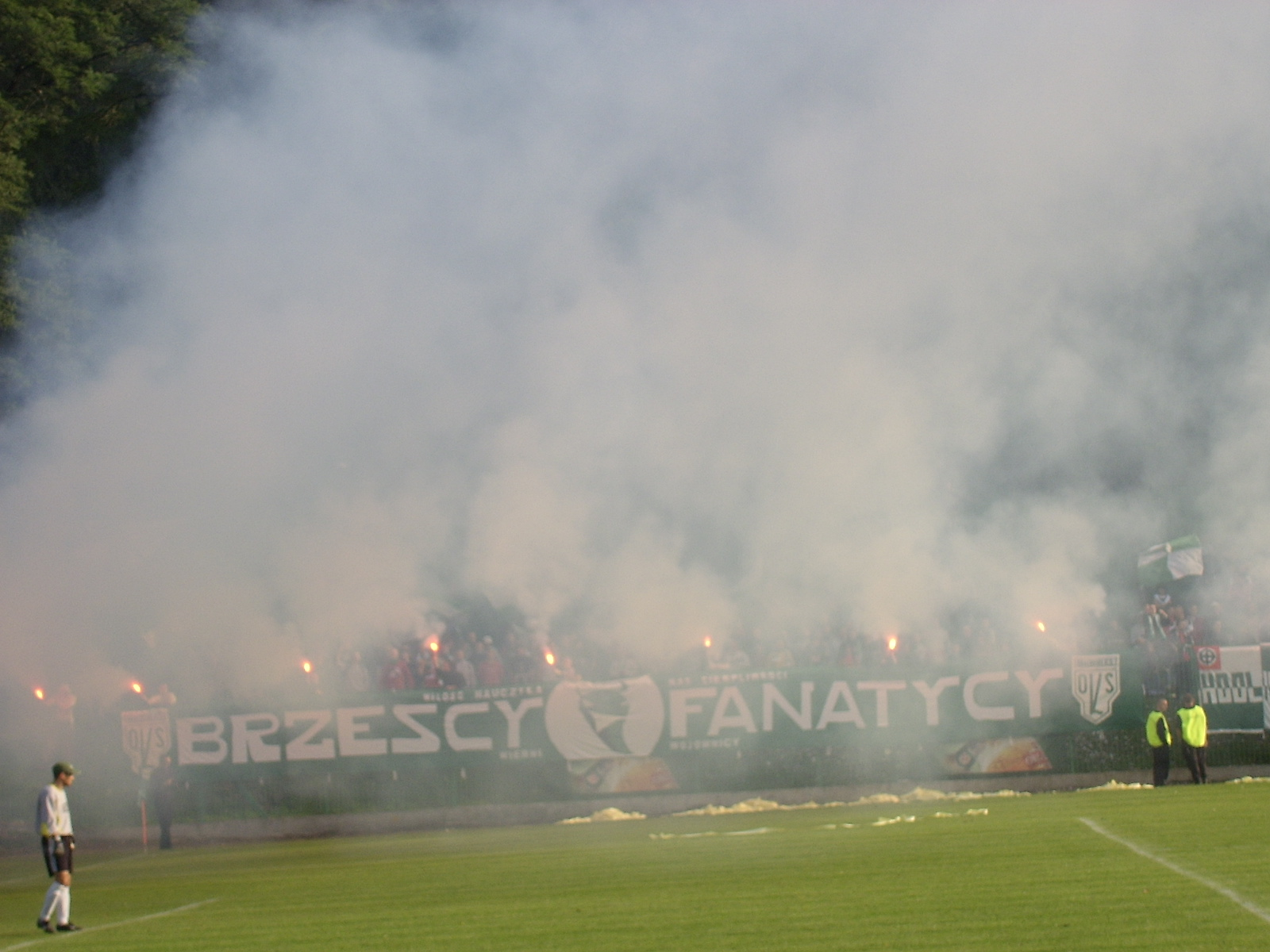
Kibice Okocimskiego podczas meczu z Lechem Poznań 21 września 2005

Do 1990 drużyna piłkarska występowała w rozgrywkach tarnowskiej klasy okręgowej lub klasy A – w tym roku wywalczyła awans do klasy międzyokręgowej tarnowsko-nowosądeckiej. W 1991 awansowała do III ligi, a w 1993 do II ligi. W sezonie 1994/95 Okocimski zajął 4. miejsce w lidze. Zespół występował na drugim szczeblu rozgrywek do 1998 – w tym roku został z niego wycofany z powodu rezygnacji Browaru Okocim ze wspierania klubu. Rok później Okocimski przystąpił do rozgrywek IV ligi. W sezonie 2005/06 awansował do III ligi po wygranym barażu z Puszczą Niepołomice, a w sezonie 2007/08 utrzymał się na trzecim szczeblu po reorganizacji rozgrywek. W sezonie 2011/12 zespół zwyciężył grupę wschodnią II ligi, dzięki czemu uzyskał promocję do I ligi. W 2014 spadł z drugiego szczebla rozgrywkowego, a w 2016 podjął decyzję o wycofaniu się z II ligi z powodu trudnej sytuacji organizacyjno-finansowej. Od sezonu 2016/17 Okocimski zaczął występować w tarnowskiej klasie okręgowej. W 2018 wywalczył awans do  małopolskiej grupy wschodniej IV ligi. W sezonie 2022/23 występował w zreformowanej IV lidze, która została utworzona z grup zachodniej i wschodniej, jednak nie utrzymał się w niej i spadł do nowo utworzonej grupy wschodniej V ligi. Na tym poziomie rozgrywkowym klub z Brzeska grał 2 sezony, po czym powrócił do IV ligi.
Największymi sukcesami Okocimskiego w Pucharze Polski jest 1/8 finału rozgrywek w sezonach 1950/51 oraz 1995/96.

### Sekcja piłki siatkowej
Siatkarze Okocimskiego przez wiele lat występowali na szczeblu regionalnym. W sezonie 1993/94 awansowali do II ligi wygrywając turniej finałowy w Opolu. W sezonie 1998/99 „Piwosze” wywalczyli awans do I ligi serii B, jednak już po roku gry opuścili zaplecze ekstraklasy. Z klubu wywodzi się Paweł Ignacok, który zaliczył występy w młodzieżowej reprezentacji Polski i ekstraklasowym AZS Częstochowa.

## Piłkarze
W zespole występowali m.in.: Rafał Niżnik, Dariusz Żuraw, Rafał Policht oraz Piotr Stawarczyk.

### Kadra w sezonie 2025/2026
Stan na 13 sierpnia 2025 roku
| Nr | Poz. | Piłkarz          |
| -- | ---- | ---------------- |
| 1  | BR   | Krzysztof Puchal |
| 12 | BR   | Piotr Zagórowski |
| 3  | OB   | Adam Klimczyk    |
| 4  | OB   | Jakub Baran      |
| 5  | OB   | Daniel Kaciczak  |
| 6  | OB   | Michał Zydroń    |
| 8  | OB   | Maciej Węgrzyn   |
| 11 | OB   | Patryk Jawień    |
| 15 | OB   | Adrian Piekarz   |
| 17 | PO   | Kacper Rojkowicz |
| 18 | PO   | Nikodem Mgłosiek |

| Nr | Poz. | Piłkarz         |
| -- | ---- | --------------- |
| 19 | PO   | Kacper Ciuruś   |
| 20 | PO   | Kacper Sowa     |
| 22 | PO   | Sebastian Pasek |
| 24 | PO   | Dominik Grochot |
| 26 | PO   | Michał Siudut   |
| 7  | NA   | Mateusz Cięciwa |
| 9  | NA   | Szymon Kozieł   |
| 10 | NA   | Dawid Lizak     |
| 13 | NA   | Marcel Kubala   |
| 16 | NA   | Paweł Borowiec  |
| 21 | NA   | Mariusz Mazanek |